# 本八幡ハタシネマ
本八幡ハタシネマ（もとやわたハタシネマ）は、かつて存在した日本の映画館である。源流は1924年（大正13年）前後、千葉県東葛飾郡市川町二丁目（現在の同県市川市市川3丁目23番）に開館した市川館（いちかわかん）にあり、1940年（昭和15年）前後に同館を取得した簱興行が、第二次世界大戦後の1949年（昭和24年）、現在の同県同市八幡に移転して新たに八幡映画劇場（やわたえいがげきじょう）を開館、最終的には同地に八幡文化劇場（やわたぶんかげきじょう）、八幡スカラ座（やわたスカラざ）、八幡シネマ1・2（やわたシネマ1・2）の4館に発展した。

本項では映画館に特化し、戦前の「市川館」についても詳述する。1970年（昭和45年）に竣工し、本八幡ハタシネマ各劇場が入居した建物については、

## 沿革
- 1924年前後 - 市川館として開館[1]
- 1940年前後 - 簱栄吉（簱興行）が経営権を取得[6][7]
- 1949年 - 同館を閉館、移転して八幡映画劇場を開館[8]
- 1969年 - 休館・取壊し
- 1970年 - 同地に八幡ハタビルを新築、改めて4館開館
- 2001年9月30日 - 八幡シネマ1・2を閉館
  - 同年10月21日 - 八幡文化劇場、八幡スカラ座を閉館

## データ

### 市川
- 所在地 : 千葉県東葛飾郡市川町二丁目[1][2][3][4]
  - のちの同県市川市市川2丁目3057番地[6][7]
  - 現在の同県同市市川3丁目23番1号 （現況は住宅地）

北緯35度44分0.97秒 東経139度54分6.31秒 / 北緯35.7336028度 東経139.9017528度
- 経営 : 中村八十吉[2][3] ⇒ 島崎國平[4] ⇒ 簱栄吉（簱興行[15]）[6][7]
- 構造 : 木造
- 観客定員数 : 438名（1942年[6]・1943年[7]）

### 八幡
- 所在地 : 千葉県市川市八幡2丁目16番6号 八幡ハタビル 2階・3階
北緯35度43分18.06秒 東経139度55分36.61秒 / 北緯35.7216833度 東経139.9268361度
- 経営 : 簱興行
- 構造 : 鉄筋コンクリート造地上7階地下1階
- 観客定員数 : 
  - 八幡文化劇場（3階） : 320名 - 東映系（1993年[14]）
  - 八幡スカラ座（3階） : 600名 - 洋画系（1993年[14]）
  - 八幡シネマ1（2階） : 165名 - 東宝系（1993年[14]）
  - 八幡シネマ2（2階） : 165名 - 松竹系（1993年[14]）

## 概要

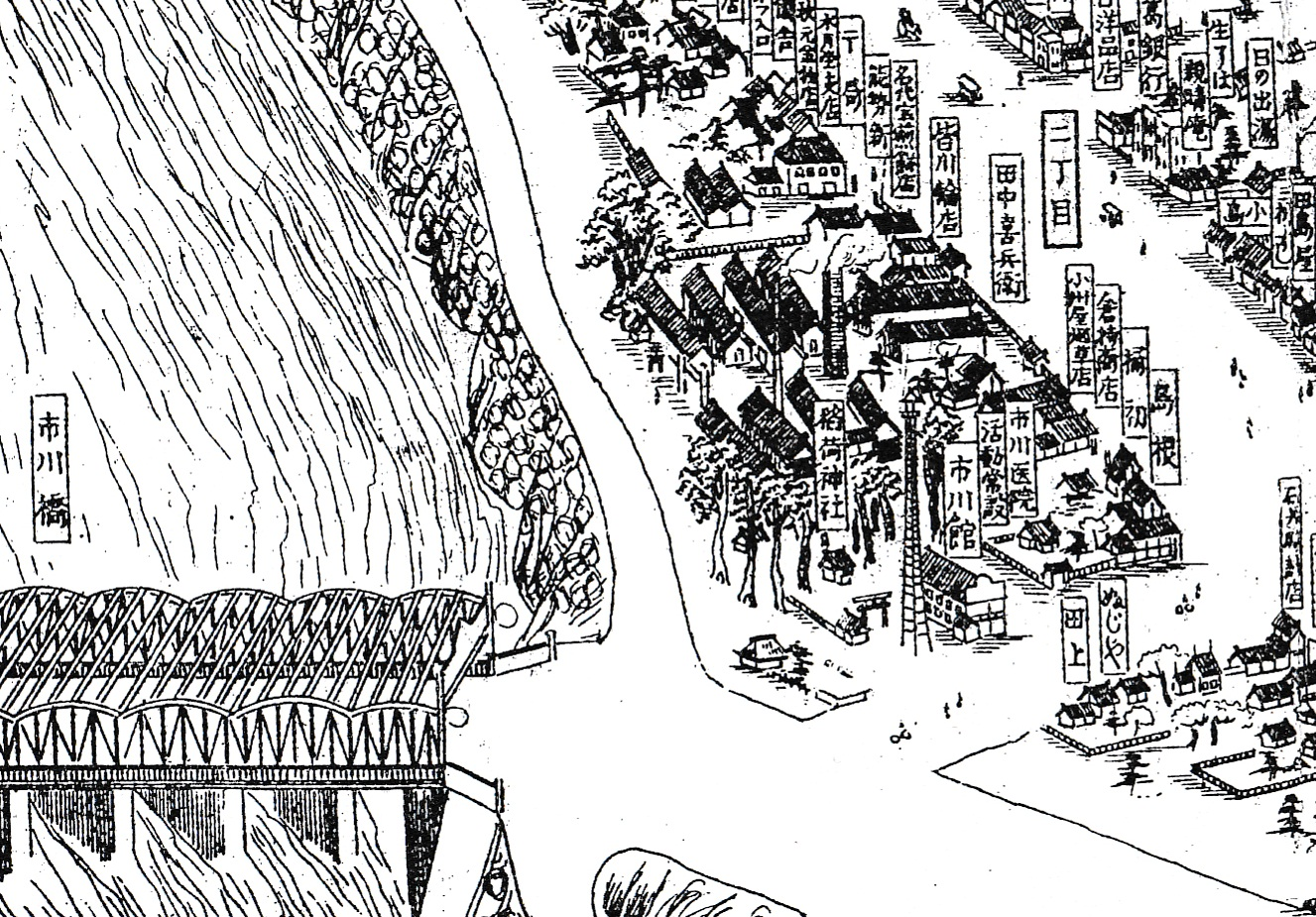
同館（活動常設市川館）付近の略図（「千葉県市川町鳥瞰図」1928年）。館前の大通り（千葉街道）を渡す橋・市川橋は現存、川は江戸川、同館の西隣の「稲荷神社」は現存する。同館の西で南北に交差するのは松戸街道（現在の千葉県道1号市川松戸線）である。当時は銀行や商店等がみられる商業地であったが、現在では住宅地である。

### 市川館の時代
1924年（大正13年）前後の時期、国鉄（現在のJR東日本）総武本線の市川駅北口を千葉街道沿いに西へ1キロメートルほど離れた市川橋のたもと、千葉県東葛飾郡市川町二丁目（現在の同県市川市市川3丁目23番1号）に市川館として開館した。同館は、同町内（同市内）では三松館（のちの市川オークラ劇場、経営・村瀬虎雄、大字三本松、現在の市川1丁目6番19号） についで2番目にできた映画常設館であり、当初の経営者は中村八十吉であった。同館の興行系統は松竹キネマであり、三松館が日活および東亜キネマの作品を興行していたが、町内（市内）での棲み分けが行われていた。昭和に入ると、同館が松竹キネマおよび帝国キネマ演芸、三松館が日活およびマキノ・プロダクションの作品をそれぞれ上映するようになっていた。
1929年（昭和4年）には同館の経営者は島崎國平に代り、また同年、春日会館（春日館、のちの市川東宝映画劇場、経営・株式会社春日会館、新田165番地、現在の新田5丁目1番3号）が開館して松竹キネマを上映するようになると、同館がマキノ・プロダクション、三松館が日活および洋画（外国映画）作品をそれぞれ上映するように変わっている。1934年（昭和9年）11月3日、市制が敷かれ市川町は市川市になり、映画界にはトーキーの時代が来た。三松館での1935年（昭和10年）のストライキは有名だが、同館については特に伝えられていない。
1940年（昭和15年）前後には、経営が簱栄吉（簱興行）に代り、館名も市川映画館と改称していた。1942年（昭和17年）には第二次世界大戦による戦時統制が敷かれ、日本におけるすべての映画が同年2月1日に設立された社団法人映画配給社の配給になり、すべての映画館が紅系・白系の2系統に組み入れられるが、『映画年鑑 昭和十七年版』によれば同館の興行系統については記述されていない。簱栄吉は、1928年（昭和3年）に設立された簱興行株式会社の代表であり、戦後は同社の取締役会長まで務めた人物である。同館の当時の観客定員数は438名であった。この当時は、三松館は市川東宝三松館になり経営も奥沢唯一郎に代り、春日会館も市川松竹館になり経営も臼井荘一（千葉興行）に代っていた。簱興行はこのころ、東京市内の品川区五反田に五反田劇場、同じく豊島区池袋町に池袋日勝映画館（のちの池袋日勝映画劇場）、江戸川区小岩町に小岩松竹館（のちの小岩映画劇場）、同区小松川に小松川電気館、城東区（現在の江東区）亀戸町に亀戸映画劇場（のちの亀戸日勝映画劇場）、あるいは神奈川県横浜市中区（現在の南区）に中島常設館、といった合計10館の映画館を経営していた。
2025年（令和7年）現在、同館の跡地は一般の住宅地である。

### 本八幡の時代

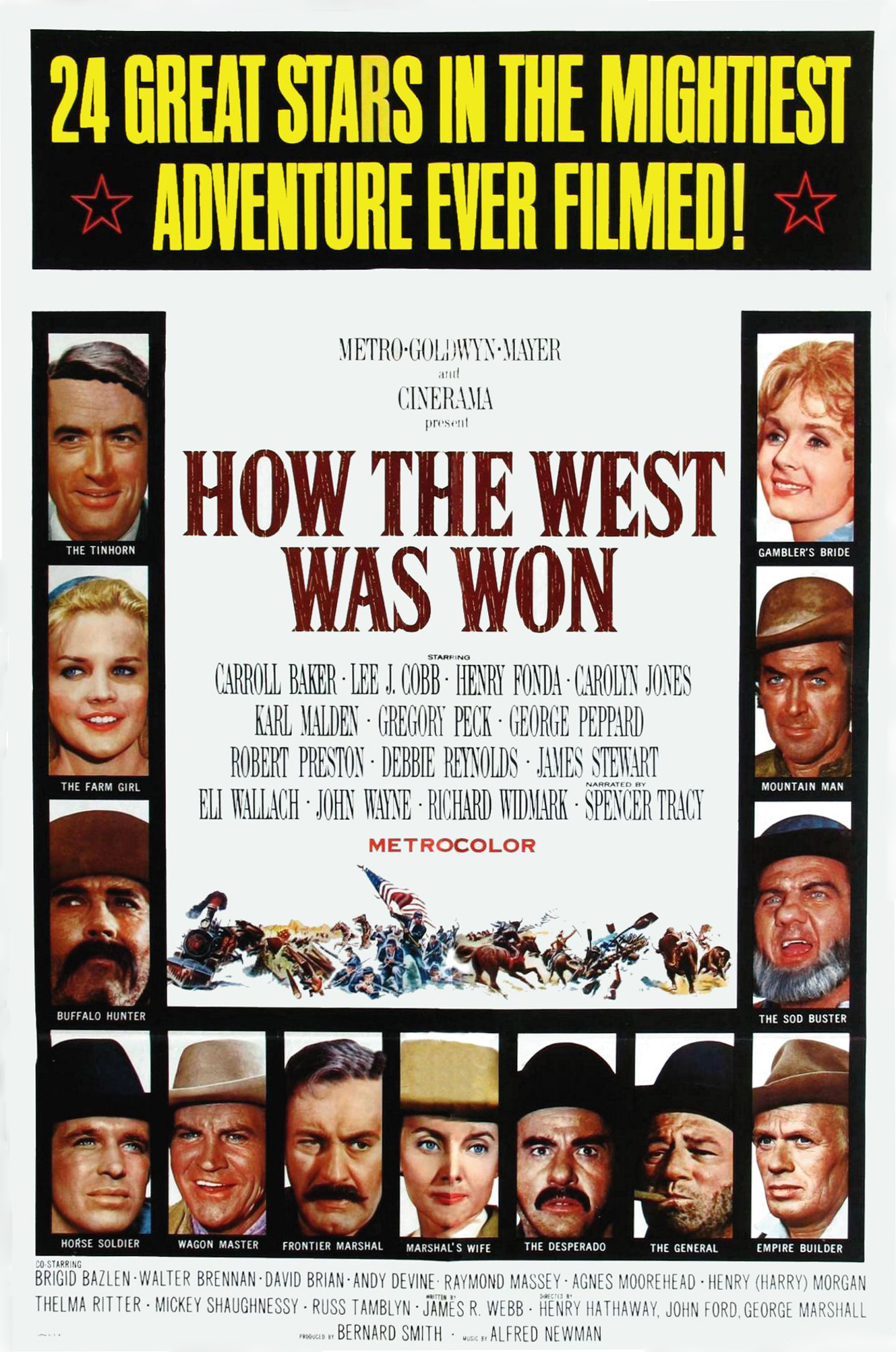
1970年（昭和45年）、八幡スカラ座こけら落とし作品『西部開拓史』（再映、日本公開1962年11月29日）の米国版ポスター。

市川市がまだ市川町であり、合併して市制を施行する前の千葉県東葛飾郡八幡町には、映画館は存在しなかった。市制施行後、市川市八幡になってからも、第二次世界大戦が終わるまでは、映画館は存在しなかった。同町は八幡宿を発展した古い街であり、1935年（昭和10年）9月1日には総武本線の本八幡駅が開業していた。
簱栄吉（簱興行）が戦前・戦中に経営した映画館のうち、五反田劇場や小松川電気館といった数多くを空襲によって失い、戦後は新築が必要であった。五反田劇場を1947年（昭和22年）7月に復興したのに続き、1949年（昭和24年）、同社は市川橋のたもとの市川館を閉じ、本八幡駅北口すぐ前に移転して、鉄筋二階建の八幡映画劇場を新築、開館した。同館は八幡地区初の映画館であり、同年当時の同市内は、従来の市川松竹館（かつての春日館）および日活三松館（かつての三松館）、そして同館の合計3館となった。同社は、1953年（昭和28年）までには、同地に八幡文化劇場を新設している。同社は東京都中央区銀座に自社ビルを持ち、1955年（昭和30年）11月21日、その地下に銀座文化劇場（現在のシネスイッチ銀座）を開館している。
1969年（昭和44年）、両館を休館して取壊して全面改築に入り、1970年（昭和45年）には現在の「八幡ハタビル」を完成した。70mmフィルム対応館を新築したこけら落とし作品として、八幡スカラ座では『西部開拓史』（監督ヘンリー・ハサウェイ/ジョン・フォード/ジョージ・マーシャル、配給東宝、日本公開1962年11月29日） および『…チック…チック…チック』（ラルフ・ネルソン、配給MGM、日本公開1970年5月2日） を上映した。同社は同年、埼玉県大宮市（現在の同県さいたま市大宮区）に「大宮ハタプラザ」を開館しており、1963年（昭和38年）開館の「ハタ・スポーツプラザ」（東京都板橋区）とともに、総合レジャー産業に舵を切った。1975年（昭和50年）には、「八幡ハタビル」2階に小規模の八幡シネマ1・2の2館を開館した。八幡スカラ座、八幡文化劇場、八幡シネマ1・2の4館はOMCカードの加盟店として、入場料300円割引のサービスを行なっていた。しかし、1999年にワーナー・マイカル・シネマズ市川妙典（現イオンシネマ市川妙典）、ヴァージンシネマズ市川コルトンプラザ（現TOHOシネマズ市川コルトンプラザ）が開業した影響で客足を奪われるようになる。
2001年（平成13年）9月30日、2階の「八幡シネマ1」「八幡シネマ2」を閉館、同年10月21日には、3階の「八幡文化劇場」「八幡スカラ座」を閉館し、本八幡駅前における52年の歴史の幕を閉じた。
2016年（平成28年）現在、地上6階地下1階建ての「八幡ハタビル」は現存し、映画館跡には「手作り居酒屋甘太郎 本八幡店」（3-4階）、「コート・ダジュール 本八幡駅前店」（同）、「ゲラゲラ 本八幡店」（3階）、「山内農場 本八幡北口駅前店」（2階）、「笑笑 本八幡北口駅前店」（同） などと、映画館ではないテナントが入居している。同系列の「池袋ハタボウリングセンター」は同年4月10日に閉店したが、同ビル5階には現在も、直営のボウリング場「本八幡ハタボウル」（28レーン）が同系列では最後の1店として営業を行っている。

2024年（令和6年）現在、「キャンドゥ本八幡北口店」（2階）、「ミツル歯科」（同）、「スシロー本八幡北口店」（同）が入居している。